# Kochiura rosea
Kochiura rosea är en spindelart som först beskrevs av Hercule Nicolet 1849.  Kochiura rosea ingår i släktet Kochiura och familjen klotspindlar. Inga underarter finns listade i Catalogue of Life.